# 콘스탄틴 시모노프

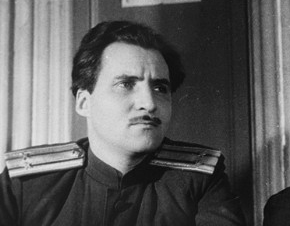
콘스탄틴 시모노프

콘스탄틴 시모노프(러시아어: Константи́н Миха́йлович Си́монов, 1915년 ~ 1979년)는 소비에트 연방의 시인이자 소설가이다. 상트페테르부르크에서 출생하여, 고리키 문학 대학을 졸업하였다. 처음에는 시인으로 활동하다가 희곡과 소설을 썼다. 희곡 《러시아 사람들》,《러시아 문제》등으로 이름을 떨쳤으며, 중편 소설 《밤이나 낮이나》, 《죽은 자와 산 자》등과 같은 전쟁 소설을 많이 썼다.
그는 산문, 극작, 비평 분야에서 활약하는 러시아의 대표적인 문학자인데, 희곡으로는 <어느 사랑의 이야기>(1939)를 비롯하여, 독소 전쟁 전야(前夜)의 전중, 전후에 걸쳐 발표한 <우리 마을의 청년> <러시아의 사람들> <프라하의 밤나무 가로수 밑에서> <러시아 문제> <타인의 그늘> <네번째 사나이> 등 10편이 있다. 이 중 가작으로 알려진 <러시아 사람들>(1942)은 독소 전쟁 남부전선의 한 일화에서 취재하여 평화로운 근로생활에 힘을 쏟는 소박한 사람들이 조국과 국민을 위해 서슴지 않고 사지(死地)로 나가는 광경을 서정적인 필치로 그려낸 것이다. 이 작품을 비롯하여 시모노프의 희곡은 영화화된 것이 많다.